# AC Cars
La AC Cars (Auto Carriers LTD.) è stata una casa automobilistica inglese produttrice di auto sportive, attiva dal 1904 al 2008.

## Storia

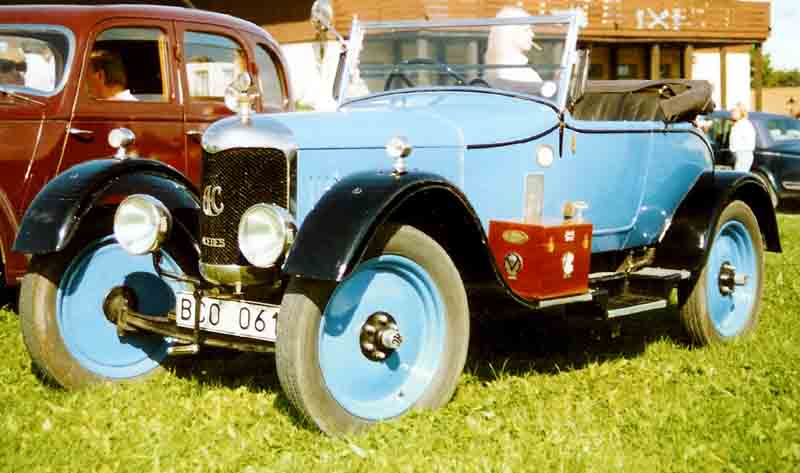
Una AC Royal del 1924

La AC nacque dall'incontro tra un tecnico automobilistico ed un commerciante di carni che nel 1903 presentarono un piccolo mezzo a tre ruote, l'Auto Carrier, destinato principalmente al trasporto di merci e dotato di un piccolo motore monocilindrico. La produzione iniziò l'anno seguente quando fu creata la Autocar&Accessories Ltd; il furgoncino fu presto affiancato dalla prima autovettura, sempre a tre ruote, la AC Sociable che rimase in produzione sino al 1915. Nel 1907 l'azienda cambiò nome in Auto Carriers Ltd, nel 1911 aprì un impianto di produzione a Thames Ditton nel Surrey e iniziò la progettazione di veicoli a quattro ruote, la cui produzione iniziò al termine della prima guerra mondiale. I test delle vetture si svolgevano sul circuito di Brooklands, situato vicino alla sede; vi furono stabiliti anche numerosi record di velocità terrestre di categoria.
Nel 1922 la proprietà passò al pilota australiano Selwyn Francis Edge che la rinominò in AC Cars Ltd; pochi anni prima, nel 1919, era stato creato un propulsore destinato a restare in produzione fino al 1963; progettato da John Weller, presentava un'architettura 6 cilindri in linea con una cilindrata di 1.991 cm³; di peso ridotto, si guadagnò il soprannome di light six. Questo motore equipaggiò i successivi modelli della casa britannica.
Nel 1927 la ditta fu ribattezzata AC (Acedes) Ltd e nel 1929, in concomitanza con la grande depressione ci fu l'interruzione della produzione, con volontaria liquidazione dell'azienda.

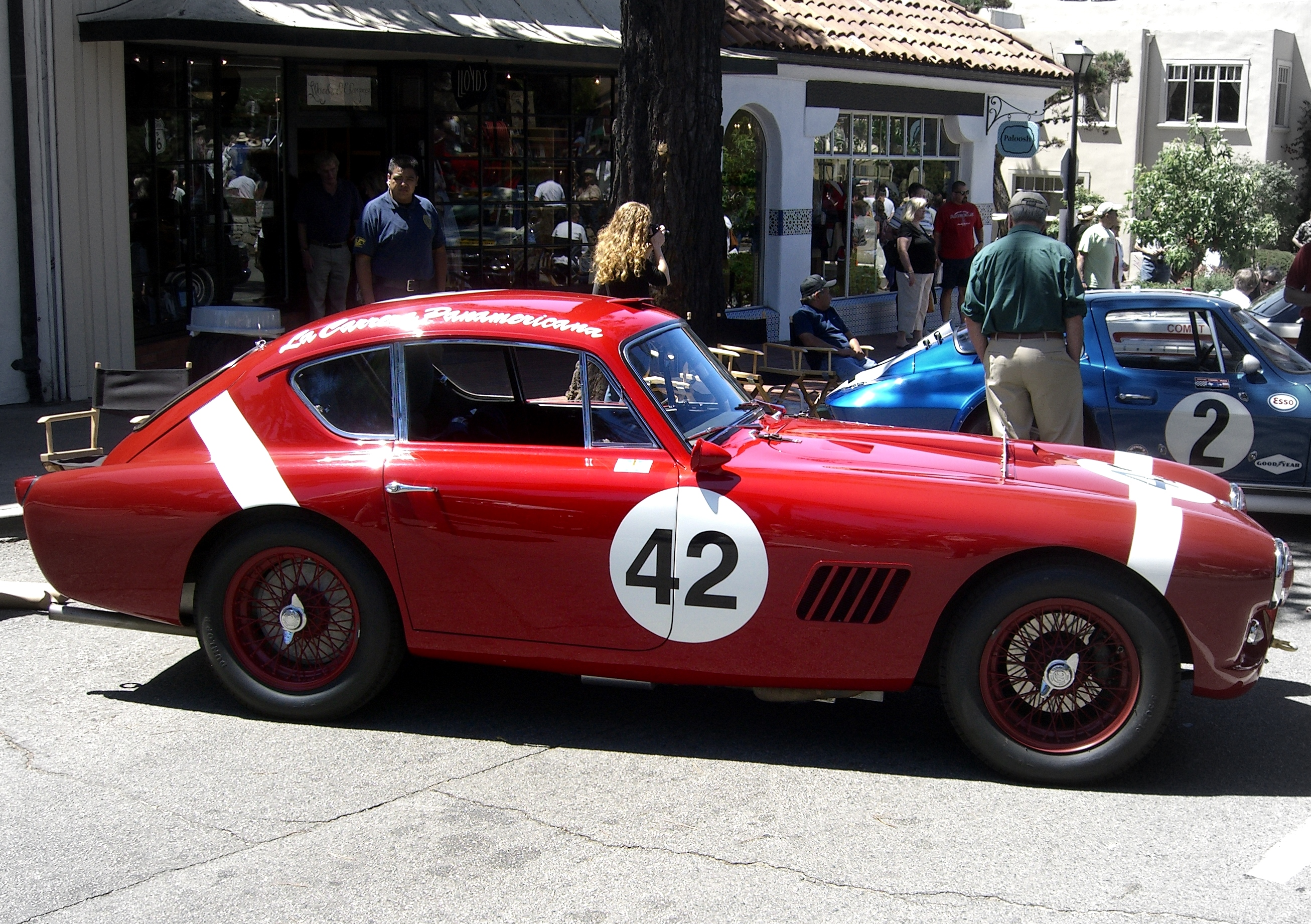
Una AC Aceca per la Carrera Panamericana.

L'attività fu ripresa, a livello artigianale, negli anni successivi, con la presentazione nel 1931 di una vettura sportiva costruita sulla base del telaio che equipaggiava la SS 1, ma con il motore progettato anni prima dalla casa stessa.
Dopo l'interruzione per la seconda guerra mondiale, la produzione civile riprese con la novità dell'utilizzo, oltre che del classico motore due litri, anche di propulsori di fabbricazione Bristol e Ford.
I modelli principali costruiti furono la AC Aceca (versione berlinetta) e la AC Ace (versione roadster), utilizzate in varie competizioni negli anni sessanta

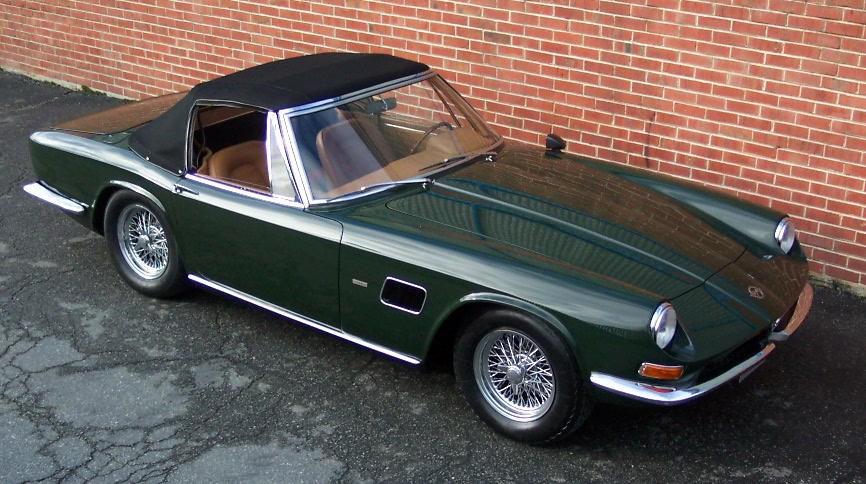
La AC Frua

Ulteriore notorietà fu acquisita con l'accordo del 1961 con la Shelby Automobiles per la produzione del telaio per la AC Cobra, dotata di propulsore Ford V8 e divenuta in seguito Shelby Cobra con tre modelli: la Cobra 260, 289 e 427.
Successivamente furono costruiti modelli come la AC 428, una spyder disegnata da Frua e la AC ME 3000, una vettura sportiva a motore centrale presentata nel 1973.
Nel 1996 il marchio fu rilevato da Alan Lubinski che trasferì la produzione in altre località britanniche, e a Malta dal 2004, e produsse un modello basato sulla famosissima Cobra: la MKV. Le vendite però calarono, nel 2008 saltò la partecipazione dell'AC e la joint-venture con Malta fallì.
Nel 2009 il marchio riapparì in mani tedesche con l'annuncio di un nuovo modello, che uscì in Sud Africa nel 2012 e fu denominato AC 378 GT Zagato.

Nel 2022 una nuova struttura aziendale ha annunciato la produzione di 663 AC Cobra, rivisitate leggermente nella struttura e nella tecnologia per rispettare i moderni requisiti di sicurezza ed essere omologabili in tutta Europa.